# Cymatosyrinx
Cymatosyrinx é um gênero de gastrópodes pertencente à família Drilliidae.

## Espécies
- Cymatosyrinx arbela  Dall, 1919[3]
- Cymatosyrinx carpenteri (Verrill & Smith, 1880)[4]
- Cymatosyrinx fritillaria (Dall, 1927)[5]
- Cymatosyrinx idothea Dall, 1919 [6]
- Cymatosyrinx impolita Kuroda, Habe & Oyama, 1971[7]
- Cymatosyrinx johnsoni Arnold, 1903
- Cymatosyrinx nodulosa (Jeffreys, 1882)[8]
- Cymatosyrinx parciplicata (Sowerby III, 1915)[9]
- †Cymatosyrinx ziczac Gardner, 1948 [10]

Espécies trazidas para a sinonímia
- Cymatosyrinx allyniana Hertlein & Strong, 1951: sinônimo de Clathrodrillia allyniana (Hertlein & Strong, 1951)
- Cymatosyrinx arenensis Hertlein & Strong, 1951: sinônimo de Elaeocyma arenensis (Hertlein & Strong, 1951)
- Cymatosyrinx asaedai Hertlein & Strong, 1951: sinônimo de Imaclava asaedai (Hertlein & Strong, 1951)
- Cymatosyrinx bartschi Haas, 1941:[11] sinônimo de Splendrillia bartschi (Haas, 1941)
- Cymatosyrinx centimata Dall, 1889: sinônimo de Spirotropis centimata (Dall, 1889)
- Cymatosyrinx ebur Dall, 1927: sinônimo de Lissodrillia ebur (Dall, 1927)
- Cymatosyrinx elissa  Dall, 1919: sinônimo de Leptadrillia elissa  Dall, 1919
- Cymatosyrinx ferminiana  Dall, 1919: sinônimo de Globidrillia ferminiana  Dall, 1919
- Cymatosyrinx fritillaria Dall, 1927: sinônimo de Ithycythara fritillaria (Dall, 1927)
- Cymatosyrinx hecuba  Dall, 1919: sinônimo de Kylix hecuba  Dall, 1919
- Cymatosyrinx hemphilli (Stearns, 1871): sinônimo de Globidrillia hemphillii (Stearns, 1871)
- Cymatosyrinx hotei Otuka, 1949: sinônimo de Imaclava hotei (Otuka, 1949)
- Cymatosyrinx lalage  Dall, 1919: sinônimo de Splendrillia lalage  Dall, 1919
- Cymatosyrinx pagodula Dall, 1889: sinônimo de Fenimorea pagodula (Dall, 1889)
- Cymatosyrinx palmeri  Dall, 1919: sinônimo de Calliclava palmeri  Dall, 1919
- Cymatosyrinx roseola Hertlein & Strong, 1955: sinônimo de Drillia roseola (Hertlein & Strong, 1955)
- Cymatosyrinx splendida Bartsch, 1934: sinônimo de Leptadrillia cookei (E. A. Smith, 1888)
- Cymatosyrinx strohbeeni Hertlein & Strong, 1951: sinônimo de Globidrillia strohbeeni (Hertlein & Strong, 1951)
- Cymatosyrinx thea Dall, 1884: sinônimo de Cerodrillia thea (Dall, 1884)